# Veronika Kubíčková
Veronika Kubíčková (* 6. května 1985 Olomouc) je česká televizní moderátorka a redaktorka.

## Život
Vystudovala Gymnázium v Šumperku, kde žijí její rodiče. Následně šla studovat do Prahy na Vysokou školu ekonomickou, kde vystudovala obor Cestovní ruch a regionální rozvoj. V německém městě Görlitz a Düsseldorf absolvovala zahraniční stáže. Během studií na vysoké škole příležitostně psala do regionálních deníků a taky absolvovala praxi v České televizi, kde nakonec zůstala. Dostala tam v roce 2006 pozici sportovní a ekonomické moderátorky. V roce 2013 začala moderovat na České televizi pořad TEP 24 a pořad Ekonomika ČT24. Od roku 2017 moderovala hlavní regionální pořad ČT, Události v regionech.
Z České televize odešla v roce 2018 a přešla do televize Seznam, kde se stala jednou z moderátorek pořadu Ráno na Seznamu, v denních a večerních zprávách a v pořadu Rodinka.
V letech 2020–2022 byla součástí redakce CNN Prima News, kde moderovala kontinuální zpravodajství a ve dvojici s Pavlem Štruncem také Hlavní zprávy.
Mezi její hobby patří zpěv a sport – především volejbal, tenis, inline brusle a procházky kolem řeky. Zpívala také v dětském sboru.